# پاتریک
پاتریک (انگلیسی: Patrick) شرکت تجهیزات ورزشی بلژیکی است، که در سال ۱۸۹۲ توسط پاتریک بنتو تأسیس شد.